# Siemion Afonin
Siemion Anisimowicz Afonin (ros. Семён Анисимович Афонин, ur. 6 sierpnia?/19 sierpnia 1900, zm. 17 sierpnia 1944) – radziecki generał major służby inżynieryjno-czołgowej.
Brał udział w stworzeniu czołgu T-60. 
Zginął podczas wykonywania obowiązków służbowych w katastrofie samochodowej. Pochowany na moskiewskim Cmentarzu Nowodziewiczym.